# Chloraea laxiflora
Chloraea laxiflora är en orkidéart som beskrevs av Lucien Leon Hauman. Chloraea laxiflora ingår i släktet Chloraea och familjen orkidéer. Inga underarter finns listade i Catalogue of Life.